# Mira Fuchrer

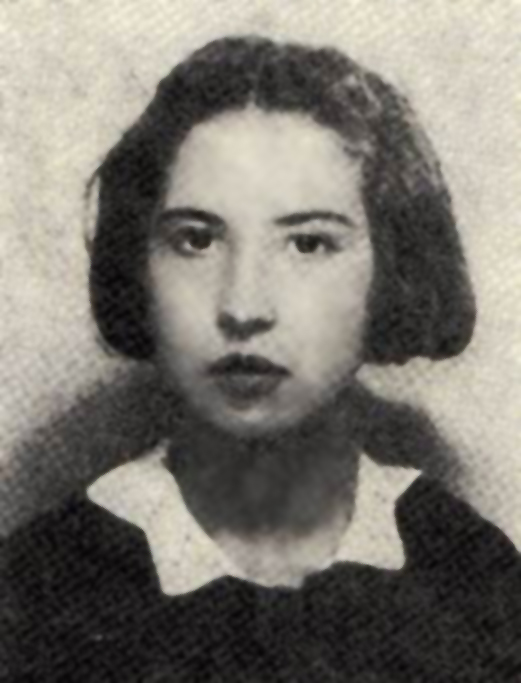
Mira Fuchrer

Mira Fuchrer (Varsovia, 1920-ibídem, 8 de mayo de 1943) fue una activista del movimiento de resistencia judía en el gueto de Varsovia, miembro de la Organización Judía de Combate y participante del Levantamiento del gueto de Varsovia.

## Biografía
Mira Fuchrer nació en Varsovia. Fue miembro de la Organización Juvenil Judía Hashomer Hatzair, donde probablemente conoció a Mordechai Anielewicz. Mira y Mordechai se hicieron pareja. En septiembre de 1939, se fue a Vilna con Anielewicz. Regresaron a Varsovia en enero de 1940. En noviembre ambos se encontraron en el gueto de Varsovia.
En el gueto, Mira trabajó junto con sus compañeras Towa Frenkel y Rachela Zilberberg en una pequeña sastrería. En 1942 trabajaba como oficial de enlace en varios guetos.

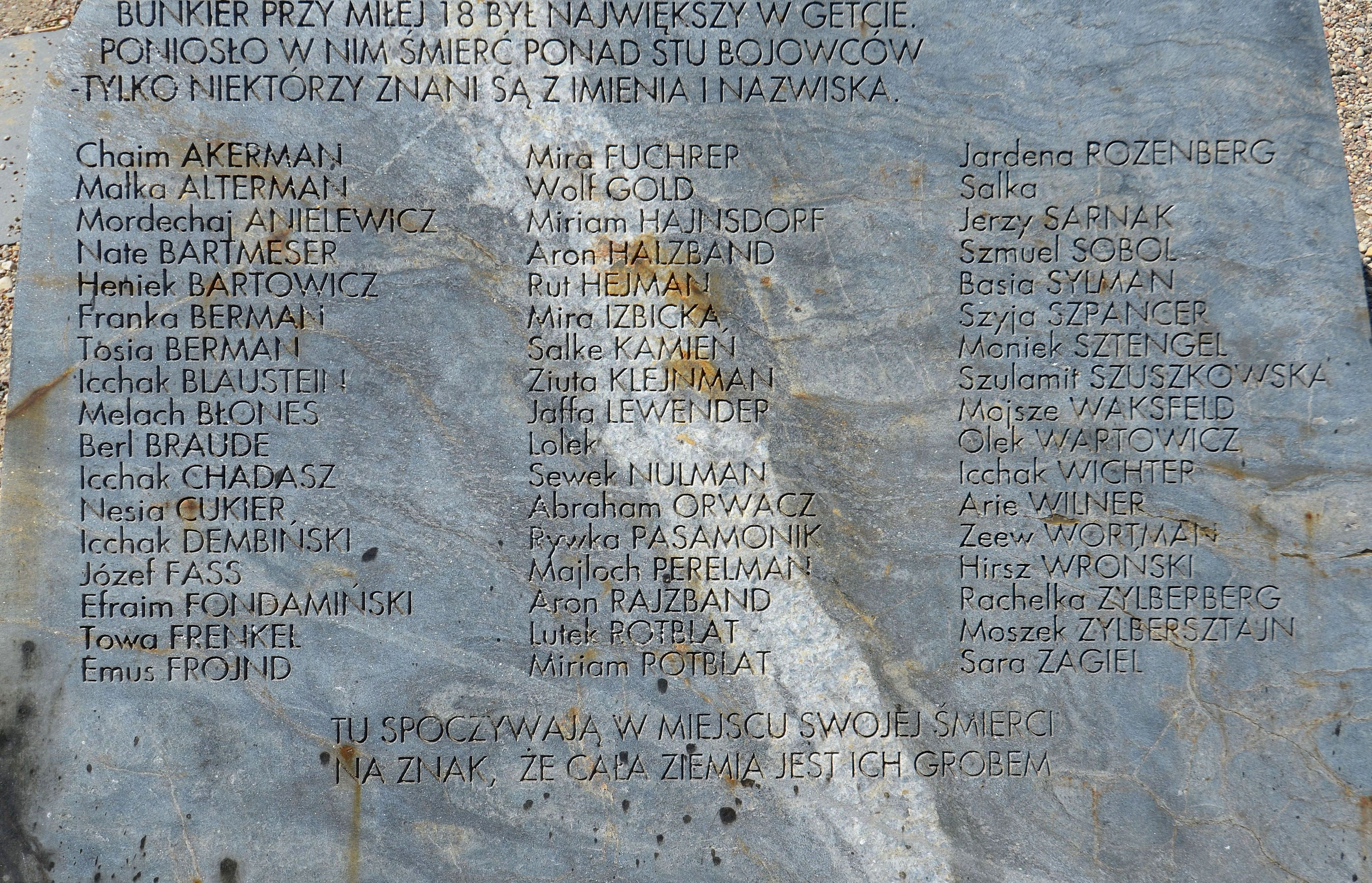
Los nombres de Mira Fuchrer, Mordechai Anielewicz y otros insurgentes judíos que fallecieron en el búnker en la calle Miła 18, grabados en un obelisco al pie del búnker Anielewicz.

Durante el Levantamiento luchó en el llamado gueto central. El 8 de mayo de 1943, junto con Mordechai Anielewicz y un grupo de unos 120 insurgentes, se encontró en un búnker en la calle Miła 18. Cuando el búnker fue descubierto y rodeado por los alemanes, los combatientes no querían rendirse. Después de la llamada de Arie Wilner, la mayoría se suicidó.

## Conmemoración
El nombre de Mira Fuchrer figura en un obelisco conmemorativo erigido en 2006, al pie del búnker Anielewicz, junto con los nombres de otros 50 insurgentes cuya identidad se había podido establecer.